# 沙恰河 (科斯特羅馬州)
沙恰河（俄语：Шача），是俄羅斯的河流，位於該國西部科斯特羅馬州，該河流屬於科斯特羅馬河的左支流，河道全長113公里，流域面積865平方公里。